# 会宫镇
会宫镇，是中国安徽省中南部、长江北岸枞阳县下辖的一个乡镇级行政单位。

## 行政区划
会宫镇下辖以下地区：
会宫社区、会宫村、栏桥村、光裕村、毕山村、庆华村、建设村、老桥村、拔茅村、城山村、安凤村和晓春村。